# هيرم غيليام
هيرم غيليام (بالإنجليزية: Herm Gilliam)‏ مواليد 05 مايو 1946 في وينستون-سالم - الوفاة 16 أبريل 2005، كان لاعب كرة سلة أمريكي. بدأ مسيرته الاحترافية في سنة 1969. تم اختياره من قبل فريق سكرامنتو كينغز خلال الدرافت. بلغ طوله 6 قدم 3 بوصة (1.9 م). اعتزل اللعب في 1977. فاز بلقب دوري إن بي إيه.

## المسيرة الاحترافية
لعب مع سكرامنتو كينغز في موسم 1969–1970، ثم لعب مع بوفالو بريفز في موسم 1970–1971، ثم لعب مع أتلانتا هوكس من سنة 1971 إلى 1975، ثم لعب مع سياتل سوبرسونيكس في موسم 1975–1976، ثم لعب مع بورتلاند ترايل بلايزرز في موسم 1976–1977.

## روابط خارجية
- هيرم غيليام على موقع إن بي أي (الإنجليزية)
- هيرم غيليام على موقع سبورتس رفرنس (الإنجليزية)
- هيرم غيليام على موقع كلية كرة السلة في سبورتس رفرنس.كوم (الإنجليزية)
- هيرم غيليام على موقع ريلجم (الإنجليزية)
- هيرم غيليام على موقع بروبوليرز (الإنجليزية)